# 斯瓦科普河

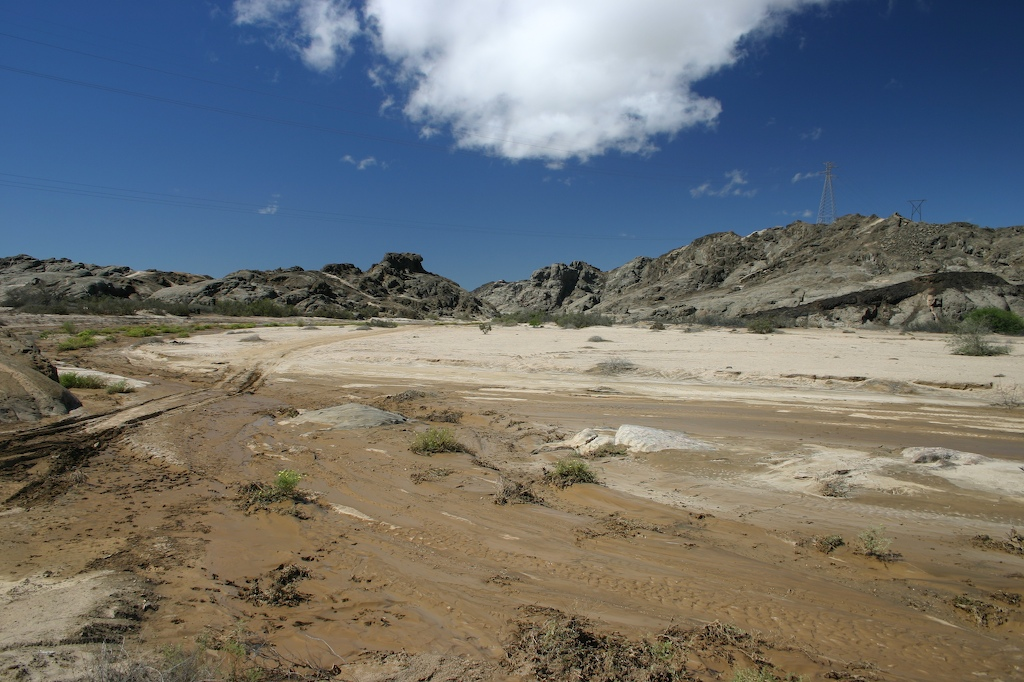
斯瓦科普河

斯瓦科普河（Swakop River）是納米比亞西部的主要河流，在斯瓦科普蒙德南部流入海中。由於流經地方是全球最乾旱的地區之一，因此斯瓦科普河是可能長期乾涸的季節河，河上的兩座水壩使該地區的地下水位下降0.3米。儘管斯瓦科普河流量不穩，河谷仍種植農作物如番茄、蘆筍和橄欖，但也有人擔憂植物受鹽份和天然的鈾元素污染。河口和附近的沙丘是不少雀鳥的棲息地，有些植物如百歲蘭利用海洋的霧氣保持濕度。